# Milada Vavrdová
Milada Dvořáková
Milada Vavrdová, née Milada Dvořáková en 1938, est une botaniste, géologue, palynologue et paléontologue tchèque.

## Biographie
Milada Vavrdová, née Milada Dvořáková, est née le 25 avril 1938 à Prague, dans la famille d'Arnošt Dvořák, architecte et géophysicien. Son grand-père est l'architecte et homme politique Josef Záruba-Pfeffermann, qui possédait un domaine à Cholín où la famille séjournait souvent. En 1945 elle vit la libération de la ville par l'Armée rouge. Après la guerre, elle rejoint les scouts, ce qui changea de façon déterminante sa vision du monde et confirma sa relation très étroite avec la nature.
Elle étudie ensuite la géologie et est diplômée de la faculté des sciences de l'Université Charles. Depuis 1961, elle travaille à l'Institut géologique de l'Académie tchèque des sciences à Prague. Elle travaille trois mois en Inde en 1966, une expérience bouleversante pour elle. De 1967 à 1972, elle vécut avec son mari, Ivo Vavrda, en Zambie, où ils mènent des recherches géologiques et cartographient des gisements minéraux. Au Geological Survey of Zambia, elle a étudié les sédiments de l'île de Mutondwe dans le lac Tanganyika, dans la province de Luapula. Avec le professeur P.E. Isaacson, elle a décrit des microfossiles végétaux provenant de sites d'Amérique du Sud (Isla del Sol, Madre de Díos, lac Titicaca), de Bolivie et du Pérou. La vie en Zambie est difficile, entre manque de confort, criminalité, et départ des Britanniques à la suite de la décolonisation. Le troisième enfant du couple nait en Afrique. Ivo Vavrda meurt dans un accident de voiture aux circonstances encore troubles, peu avant, après qu'il a décidé de rentrer en Tchécoslovaquie.
Ces dernières années, Milada Vavrdová étudie les traces de revêtements microbiens dans les roches du Barrandien déposées il y a 600 millions d'années. Pendant son temps libre, elle prend des photos et écrit des poèmes,.

## Publications
- (en) Vavrdová M., 1965. Ordovician acritarchs from central Bohemia. Véstník Ústředního ústavu geologického.
- (en) Vavrdová M., 1972. Acritarchs from Klabava Shales (Arenig). Věstník Ústředního Ústavu Geologického, 47(2): 79–86.
- (en) Gil Machado, Milada Vavrdova, Madalena Fonseca, Paulo Emanuel Fonseca and Fernando Rocha, 2018. Stratigraphy and palynology of the Pennsylvanian continental Buçaco Basin (NW Iberia). Geobios, Volume 51, Issue 6, December 2018, Pages 507-516, DOI 10.1016/j.geobios.2018.07.001.